# Night Visions (film)
Night Visions (titlu original: Night Visions) este un film american de televiziune de groază din 1990 regizat de Wes Craven. Rolurile principale au fost interpretate de actorii James Remar, Loryn Locklin și Penny Johnson Jerald.

## Distribuție
- James Remar - Sergeant Thomas Mackey
- Loryn Locklin - Dr. Sally Powers
- Penny Johnson Jerald - Luanne
- Francis X. McCarthy - Commissioner Nathan Dowd
- Mitch Pileggi - Captain Keller
- Jon Tenney - Martin
- Bruce MacVittie - Starks
- Angela Alvarado - Aura
- Kristen Corbett - Young  Sally
- Timothy Leary - New Age Minister